# Acantholochus australiensis
Acantholochus australiensis – gatunek widłonoga z rodziny Bomolochidae. Opisał go w 1986 roku australijski biolog Thomas Byrnes, nadając mu nazwę Holobomolochus australiensis.